# Seston
Seston es el conjunto de organismos (bioseston) y y materia orgánica no viviente (abioseston o tripton) que nadan o flotan en un cuerpo de agua. El bioseston suele ser considerado como plancton. No obstante, incluye nekton también. El abioseston incluye a los detritos.